# Иваньки (Липовецкая городская община)
Ива́ньки (укр. Іваньки) — село на Украине, находится в Винницком районе Винницкой области. Вблизи села находится кратер, образовавшийся в результате падения метеорита. Это загадочное явление изображено на гербе села.
Код КОАТУУ — 0522282001. Население по переписи 2001 года составляет 507 человек. Почтовый индекс — 22554. Телефонный код — 4358. Занимает площадь 2,19 км².

## Местная власть
22500, Винницкая область, Винницкий р-н, г. Липовец, ул. Митрополита Василия Липковского, 30